# 小沙江镇
小沙江镇，是中华人民共和国湖南省邵陽市隆回县下辖的一个乡镇级行政单位。

## 行政区划
小沙江镇下辖以下地区：
小沙江社区、龙凼村、芒花坪村、江边村、金竹山村、文明村、白银村、分水村、洞江村、肖家垅村、杉木坪村、黄湾村、旺溪村、响龙村、岩背村、龙坪村、光化村和光龙村。